# Johann Eberhard Dauphin
Johann Eberhard Dauphin (* um 1670; begraben 20. April 1731 in Hoheneiche) war ein deutscher Orgelbauer, der vor allem in Osthessen wirkte.

## Leben
Johann Eberhard Dauphin war der Bruder des Orgelbauers Johann Christian Dauphin, der bei Johann Friedrich Wender in Mühlhausen/Thüringen den Orgelbau erlernt hatte. Wahrscheinlich ging Johann Eberhard Dauphin ebenfalls bei Wender in die Lehre und lernte Johann Sebastian Bach kennen, für den sein Bruder die Orgeln in Arnstadt und Mühlhausen gebaut hatte. Johann Eberhard Dauphin erlangte vor 1713 das Bürgerrecht in Mühlhausen und ließ sich dort als Orgelbauer nieder. Am 23. Dezember 1713 wurde sein Sohn Johann Christoph in Mühlhausen getauft. Im Jahr 1715 siedelte die Familie nach Iba über, wo Dauphin den Auftrag für einen Orgelneubau erhielt. Dauphin verstarb bei der Fertigstellung der Orgel in Hoheneiche.

## Werk
Dauphin schuf in der Regel kleine Dorforgeln, die auf einem Vier-Fuß-Prinzipal basierten, aber immer über ein selbstständiges Pedal verfügten. Nur die Werke in Iba und Reichenbach haben den Prinzipal 8′ als Grundlage. Typisch ist die Verwendung der Register Quintatön statt Gedackt (eine Oktave tiefer als Prinzipal) und Gemshorn 4′. Der Prospektaufbau ist nach dem mitteldeutschen Normaltyp mit drei Pfeifentürmen und dazwischen liegenden eingeschossigen Flachfeldern gestaltet. Nur das Werk in Hessisch Lichtenau verfügte über ein Rückpositiv und Pedaltürme, wurde jedoch ein Opfer des Kirchenbrandes von 1886. Der Ornamentstil ist bei Dauphins Orgeln so unterschiedlich, dass jeweils von verschiedenen Schnitzern auszugehen ist.

## Werkliste
Waren bis in die 1970er Jahre nur acht Orgelneubauten Dauphins gesichert, ist die Zahl seitdem angestiegen:
| Jahr                   | Ort                | Kirche                        | Bild | Manuale | Register | Bemerkungen                                                                                    |
| ---------------------- | ------------------ | ----------------------------- | ---- | ------- | -------- | ---------------------------------------------------------------------------------------------- |
| 1711–1714              | Eschenstruth       | Thomaskirche                  |      |         |          | Zuschreibung                                                                                   |
| 1715                   | Iba                | Ev. Kirche                    |      | I/P     | 8        | Denkmalorgel; am besten erhaltenes Werk Dauphins; Gehäuse und die Hälfte der Register sind alt |
| 1716                   | Ronshausen         | Ev. Kirche                    |      | I/P     | 7        | Denkmalorgel                                                                                   |
| 1720                   | Sünna              | Dorfkirche Sünna              |      | I/P     | 10       | mehrfach umgebaut; Prospekt und einige Register erhalten                                       |
| 1721                   | Hessisch Lichtenau | Ev. Kirche                    |      | III/P   |          | 1886 verbrannt                                                                                 |
| 1722                   | Reichenbach        | Klosterkirche Reichenbach     |      | I/P     | 7        | Denkmalorgel                                                                                   |
| 1723/1724              | Malsfeld           | Ev. Kirche                    |      | I/P     | 9        | Denkmalorgel                                                                                   |
| zwischen 1725 und 1728 | Hattenbach         | Evangelische Kirche           |      | I/P     | 8        | Denkmalorgel                                                                                   |
| 1728                   | Mitterode          | Evangelische Kirche Mitterode |      | I/P     | 6        | 1974 neu erbautes Werk von Bosch/Sandershausen im alten Gehäuse                                |
| 1730                   | Wichmannshausen    | St. Martin                    |      | I/P     | 8        | Denkmalorgel                                                                                   |
| 1730/1731              | Hoheneiche         | Evangelische Kirche           |      | I/P     | 8 (?)    | Denkmalorgel                                                                                   |

Möglich ist eine Zuschreibung in Asmushausen (1718), Meckbach (1725), Kruspis, Velmeden, Remsfeld und Raboldshausen (zwischen 1725 und 1728). Für das Jahr 1719 ist eine Reparatur der Orgel in Ziegenhain bezeugt.